# Rasmus Claussen
Rasmus Claussen (født 3. februar 1835 i Helletoft på Langeland, død 5. august 1905 på Frederiksberg) var en dansk Venstrepolitiker og formand for Folketinget, fader til digteren Sophus Claussen.
Claussen, født i landsbyen Helletoft på Langeland som søn af gårdfæster Claus Anders Christensen (1787-1848) og Ane Kirstine Rasmusdatter, tog 1859 fædrenegården i fæste, oprettede 1862 en benmølle og blev 1865 sognefoged i Bødstrup Sogn. 1870 flyttede Claussen til Falster og blev gårdejer i Sildestrup nær ved Nykøbing, men opgav dette 1874 for at grundlægge Lolland-Falsters Folketidende, som han efterhånden arbejdede op til et udbredt og indbringende blad. 1876 købte Claussen Nakskov Tidende, og ved sine to blade og sin personlige agitation har han haft væsentlig del i Venstres udbredelse på Lolland og det sydlige Falster. 1888 købte Claussen endvidere Nyborg Dagblad.
1872 valgtes Claussen i Maribo Amts 4. kreds til Folketinget og hævdede siden sin plads, om end under stadige valgkampe, dog med voksende stemmetal. Ved Det forenede Venstres deling 1878 sluttede Claussen sig til den radikale gruppe (Christen Bergs parti), men udskilte sig næste år her fra og hørte i flere år sammen med Viggo Hørup til "de udtrådte". I provisorietiden hørte han til de mest vidtgående af venstrefolkene og opfordrede til dannelse af skytteforeninger og skattenægtelse. For denne agitation blev han idømt tre måneders fængsel, da Estrup-regeringen satte hårdt mod hårdt.
Han indså dog, at protestpolitikken ikke førte nogen vegne og 1886 medvirkede han væsentligt til Venstres nye sammenslutning sammen med med flere andre fra den hørupske gruppe (bl.a. Victorinus Pingel, Viggo Bjørnbak og Christian Ravn) til Frede Bojsens forhandlingslinje og deltog med ham i den politik, som førte til forliget med Højre i 1894, bl.a. ved en række fortrolige møder med tillidsmænd fra forskellige dele af landet.
Fra 1880 var Claussen næsten permanent medlem af Finansudvalget og siden 1881 af Venstres fælles bestyrelse. I oktober 1889 valgtes Claussen til Folketingets 2. viceformand, og 1894-95 var han formand for tinget. Claussen var endvidere statsrevisor (1892-95) og 1871-74 medlem af bestyrelsen for Bøtø Nors udtørring og siden 1883 af bestyrelsen for Brandforsikringen Lolland-Falster ligesom 1862-70 for Det langelandske Brandforsikringsselskab.
Efter Venstres valgnederlag 1895 fjernede han sig efterhånden fra Bojsen og udtrådte 1899 af Det forhandlende Venstre. Han søgte ikke optagelse i Venstrereformpartiet, men indtog indtil sin frivillige udtræden af Folketinget 1903 en rolle som kritisk løsgænger.
Claussen ægtede 4. januar 1856 i Bøstrup Hanne Sophie Henriksen (14. juni 1836 i Bøstrup – 1. september 1897 i Jægersborg), datter af gårdejer Henrik Nielsen (1796-1857) og Johanne Kirstine Madsdatter (ca. 1798-1878). Han døde 5. august 1905 og er begravet på Idestrup Kirkegård på Falster. En mindesten med portrætmedaljon blev rejst 1907 i Nykøbing Falster. Der findes træsnit af Claussen 1883 af Carl Hammer og 1889. En satirisk tegning fra 1894 er på Frederiksborgmuseet.